# Monika Woytowicz
Monika Woytowicz (* 23. Juni 1944 in Barth) ist eine deutsche Schauspielerin.

## Leben
Nach dem Abitur absolvierte Woytowicz von 1961 bis 1965 eine Schauspielausbildung an der Theaterhochschule Leipzig.
Monika Woytowicz besetzte Rollen in DDR-Kinofilmen sowie in der Fernsehreihe Sachsens Glanz und Preußens Gloria, bis sie 1983 in die Bundesrepublik übersiedelte und dort ihre Fernseh- und Kinokarriere fortsetzte.
Sie war unter anderem in den Fernsehserien Tatort, Alle meine Töchter, Liebling Kreuzberg, Siska, Ein Fall für zwei, Die Schwarzwaldklinik, Hotel Paradies, Anna Maria – Eine Frau geht ihren Weg und Klinik unter Palmen zu sehen. Außerdem spielte sie Theater in München, Leipzig und Köln, ging auf Tourneen, veranstaltete Lesungen, Rezitationen und Soloprogramme.
Von 1985 bis 1987 verkörperte Woytowicz die tragische Rolle der Henny Schildknecht in der von der Geißendörfer Film- und Fernsehproduktion für den  WDR produzierten Dauerserie Lindenstraße, die sie in Gesamtdeutschland populär machte. Ihre Tochter Ina Bleiweiß spielte in der Lindenstraße von 1985 bis 1995 die Rolle der Marion Beimer. In der Serie Liebling Kreuzberg spielte Woytowicz 1997 die Freundin von Robert Liebling (Manfred Krug), die ihren Mann betrog.
Die Schauspielerin war mit dem Regisseur Celino Bleiweiß verheiratet, von dem sie sich 2005 scheiden ließ. Woytowicz lebt in Mecklenburg. Im Jahr 2003 erkrankte sie an Vaskulitis (Gefäßentzündung). Sie hat sich seit 2005 aus dem Film- und Fernsehgeschäft zurückgezogen und hält seitdem Lesungen. Lediglich für Interviews stellt sich Monika Woytowicz hin und wieder zur Verfügung, wie 2013 in der MDR-Reportage über die DDR-Familienserie Geschichten übern Gartenzaun. Hier verkörperte sie in den frühen 1980er Jahren die Hauptrolle der Claudia, ehe sie 1983 wegen ihrer Aussiedlung in die Bundesrepublik Deutschland durch Angelika Neutschel ersetzt wurde.

## Filmografie
Kino:
- 1964: Mir nach, Canaillen!
- 1965: Die Abenteuer des Werner Holt
- 1967: Das Mädchen auf dem Brett
- 1971: Osceola
- 1973: Aus dem Leben eines Taugenichts
- 1974: Zum Beispiel Josef
- 1974: Kit & Co
- 1978: Einer muß die Leiche sein
- 1980: Ernste Spiele (Veszélyes játékok)
- 1982: Familienbande

Fernsehen:
- 1966: Pierre und Isabelle
- 1967: Ein sonderbares Mädchen
- 1969: Drei von der K (TV-Reihe, 1 Folge)
- 1970: Die Prinzessin auf der Erbse
- 1970: Zollfahndung (Fernsehserie, 1 Folge)
- 1971: Der Sonne Glut
- 1971: Pygmalion XII
- 1971: Die Verschworenen (Fernsehserie, 3 Teile)
- 1971: Die kürzeste Nacht
- 1971: Der kleine und der große Klaus
- 1972: Wo Möwen stürzen –  Wale ziehn
- 1972: Testfall
- 1972: Die lieben Mitmenschen (Fernsehserie, 1 Folge)
- 1972: Anfang am Ende der Welt
- 1973: Clown Ferdinand (Fernsehserie, 1 Folge)
- 1973: Polizeiruf 110: Nachttresor (TV-Reihe)
- 1974: Die eigene Haut
- 1974: Schultze mit tz
- 1974: Die Frauen der Wardins (Fernsehserie, 3 Folgen)
- 1974: Die Katzen meiner Brüder
- 1973: Tilla und der Burgvogt
- 1975: Polizeiruf 110: Das letzte Wochenende (TV-Reihe)
- 1975: Das große ABC (Monsieur Topaze)
- 1975: Die schwarze Mühle
- 1976: Eine Chance für Manuela
- 1977: Polizeiruf 110: Vermißt wird Peter Schnok (TV-Reihe)
- 1977: Verfolgung
- 1977: Absage an Viktoria
- 1977: Jugendweihe
- 1977: Marx und Engels –  Stationen ihres Lebens (Fernsehserie, 1 Folge)
- 1978: Zwerg Nase (Fernsehfilm)
- 1978: Scharnhorst (TV-Mehrteiler)
- 1979: Polizeiruf 110: Heidemarie Göbel (TV-Reihe)
- 1979: Die lange Straße (TV-Reihe, 1 Folge)
- 1979: Bärchens Traum
- 1980: Ich will nach Hause
- 1980: Meines Vaters Straßenbahn (TV-Zweiteiler)
- 1980–1982: Der Staatsanwalt hat das Wort (Fernsehserie, 2 Folgen)
- 1981: Der Sturz
- 1981: Wilhelm Meisters theatralische Sendung (TV-Zweiteiler)
- 1982: Geschichten übern Gartenzaun (Fernsehserie, 7 Folgen)
- 1982: Lieben Sie Träume?
- 1982: Wie Bärchen zur Sonne flog
- 1985: Sachsens Glanz und Preußens Gloria – Brühl (TV-Mehrteiler)
- 1985: Sachsens Glanz und Preußens Gloria – Aus dem siebenjährigen Krieg
- 1985: Der Alte: Gemischtes Doppel (TV-Reihe)
- 1985–1987: Lindenstraße (TV-Serie, 50 Folgen)
- 1986: Médecins de nuit (Fernsehserie, 4 Folgen)
- 1986: Zerbrochene Brücken
- 1987: Stahlkammer Zürich (Fernsehserie, 7 Folgen)
- 1988: Die Schwarzwaldklinik  (Fernsehserie, 5 Folgen)
- 1988: Tagebuch für einen Mörder
- 1989: Wie gut, dass es Maria gibt (Fernsehserie, 10 Folgen)
- 1989: Das Nest (Fernsehserie, 1 Folge)
- 1990: Hotel Paradies (TV-Serie, 14 Folgen)
- 1990: Pension Corona (Fernsehserie)
- 1990: Florian (Fernsehserie)
- 1991: Insel der Träume (Fernsehserie, 1 Folge)
- 1991: Sag mal Aah! (Fernsehserie, 27 Folgen)
- 1992: Das Traumschiff (Fernsehserie, 1 Folge)
- 1992–1996: Der Landarzt (Fernsehserie, 7 Folgen)
- 1993: Mein Mann ist mein Hobby
- 1994–1996: Anna Maria – Eine Frau geht ihren Weg (Fernsehserie, 18 Folgen)
- 1994: Lutz & Hardy (Fernsehserie, 1 Folge)
- 1995: Dr. Stefan Frank –  Der Arzt, dem die Frauen vertrauen (Fernsehserie, 1 Folge)
- 1995: Weißblaue Wintergeschichten (Fernsehserie, 1 Folge)
- 1995–1998: Alle meine Töchter (Fernsehserie)
- 1995–2002: Für alle Fälle Stefanie (Fernsehserie, 11 Folgen)
- 1995: Rosamunde Pilcher: Wolken am Horizont (TV-Reihe, 1 Folge)
- 1995: Ein unvergeßliches Wochenende – Am Tegernsee (Fernsehserie)
- 1996: Unser Lehrer Doktor Specht (Fernsehserie, 4 Folgen)
- 1996: Mona M. – Mit den Waffen einer Frau (Fernsehserie, 1 Folge)
- 1997: Anwalt Martin Berg – Im Auftrag der Gerechtigkeit (Fernsehserie, 1 Folge)
- 1997: First Love – Die große Liebe (Fernsehserie)
- 1997: Duell zu dritt (Fernsehserie, 1 Folge)
- 1997: Klinik unter Palmen (Fernsehserie, 1 Folge)
- 1997–1998: Liebling Kreuzberg (Fernsehserie, 3 Folgen)
- 1998: Weißblaue Geschichten: Die Falle
- 1999: Tatort: Licht und Schatten (TV-Reihe)
- 1999: Deine besten Jahre
- 2000: Zwei Dickköpfe mit Format
- 2000: Der Bulle von Tölz: Mord im Chor (Fernsehserie)
- 2000: Ein Scheusal zum Verlieben
- 2001: Siska (Fernsehserie, 1 Folge)
- 2002: Unser Charly (Fernsehserie, 1 Folge)
- 2004: Ein Fall für zwei – Der Tod und die Sterne (Fernsehserie)
- 2005: Tatort: Nur ein Spiel (TV-Reihe)